# 568
568 (DLXVIII) je bilo prestopno leto, ki se je po julijanskem koledarju začelo na nedeljo.

## Dogodki
- Langobardi zavzamejo Severno Italijo.

## Smrti
- Galsvinta, nevstrijska kraljica (* 540)